# Bonciani

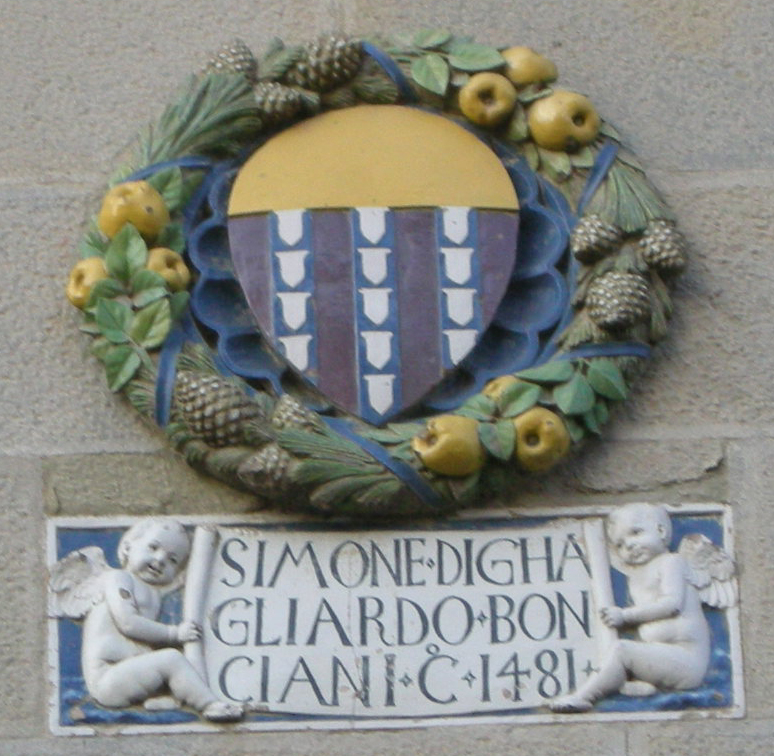
Stemma Bonciani sul Palazzo Pretorio di Sansepolcro

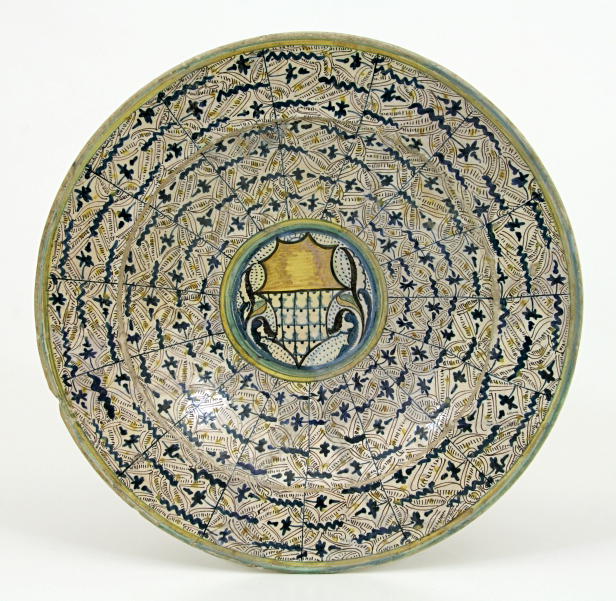
Piatto di Montelupo Fiorentino con stemma Bonciani

I Bonciani sono una delle più antiche famiglie di Firenze: la loro presenza è documentata dal XIII secolo.

## Storia
La famiglia Bonciani combatté nel 1260 a Montaperti contro Siena per Firenze nelle file del Sestiere di Borgo, corrispondente all'attuale Borgo Santissimi Apostoli: al numero 8 una lapide sulla torre degli Acciaiuoli ricorda che accanto sorgevano le case degli eredi di Caccino Bonciani. Lo stemma è uno scudo con fascia superiore gialla e righe verticali rosse e blu, con disegni bianchi. Stemmi della famiglia Bonciani si trovano, tra l'altro,  a Prato, nel Palazzo Pretorio (Carlo di Gagliardo, 1407), a San Sepolcro nel Palazzo Pretorio (Simone di Gagliardo, 1481), nel Palazzo del Comune di Anghiari, nel Castello di Poppi (Andrea di Gagliardo, 1485), nella Loggetta del Vicariato di Certaldo edificata nel 1445 (Carlo), nel Palazzo Pretorio di Vicopisano (Lorenzo di Francesco, 1583) e a Sulmona, in Palazzo Sardi del XV secolo. A Firenze, l'attuale Chiasso Cornino tra la fine del 1800 e l'inizio del 1900 si chiamava via de' Bonciani. Villa Bonciani a Firenze, edificata al posto di una torre del Trecento, si trova in viale Galileo e nel 1878 vi soggiornò Pietr Ciaikovskij, come ricorda una lapide su via di San Leonardo: IN QUESTA VILLA NEL MDCCCLVIII DIMORÒ E OPERÒ PETR ILIC CIAIKOVSKIJ DALL'IMMENSA PIANURA RUSSA ALLA DOLCE COLLINA TOSCANA APPRODATO D'ENTRAMBE NUTRENDO LE SUE ARMONIE IMMORTALI. Sempre ai Bonciani, fin dal 1300, appartenne la villa poi dei Tolomei, a Marignolle, oggi frazionata dalla società Policos in più appartamenti per uso civile abitazione.
Nel corso di tre secoli per la Repubblica Fiorentina membri della famiglia Bonciani furono eletti per 33 volte Priori, per 11 volte Gonfalonieri di Giustizia, per 24 volte nei Buonomini e per 41 volte Gonfalonieri di Compagnia ed oltre 100 volte sono stati eletti consoli delle Arti maggiori di Cambio, Seta, Mercanzia e Mercatanti. Le case dei Bonciani si trovavano anche all'altezza di via delle Terme numero 7, all'angolo con Chiasso Cornino, che nell'Ottocento si chiamava via de' Bonciani. Come racconta Giovanni Villani nelle sue Istorie Fiorentine, nella notte dell'11 luglio 1327 bruciarono le case dei Bonciani e quelle adiacenti degli Acciaiuoli. Nella Chiesa dei Santi Apostoli nel XIV secolo i Bonciani eressero una cappella, tuttora esistente, che ospita la tela di Alessandro del Barbiere San Michele Arcangelo che abbatte Lucifero, commissionata da Luigi Bonciani, consultor di Carlo V in Sicilia, attorno al 1580 (la tela fu danneggiata durante l'alluvione di Firenze nel 1966). Nel XV secolo i Bonciani ebbero il patronato della chiesa di San Pietro a Varlungo.
Famiglia con importanti attività mercantili (già nel 1263 è documentata la partecipazione di Cenni e Caccia Bonciani alla Compagnia dei Bellincioni), inizialmente guelfa di parte Bianca, poi convintamente repubblicana, fu ostile ai Medici incorrendo più volte in sanzioni che alla fine ne determinarono il declino. Secondo Cristoforo Landino, come si legge nel Commento alla Commedia del 1481, la famiglia Bonciani discende da “Guido, francese, barone di Carlo Magno, che nella dipartita di Carlo rimase a Firenze”; per questo il cognome deriverebbe dal francese Bon Jean e i Bonciani sarebbero di origine transalpina. In ogni caso Bonciani, come Bonci, deriva dalla parola "barone", precisamente dalla sincope del toscano baroncio, vecchio vocabolo per indicare la carica nobiliare. Nel XIV secolo i Bonciani avevano già banchi di cambio, attivi anche fuori Firenze, e facevano parte della nuova élite economica emersa a partire dal 1280. Nel corso del Medioevo i Bonciani (citati tra le famiglie illustri di Firenze, tra gli altri, in "Saggi istorici d'antichità toscane" di Lorenzo Cantini del 1742 e in "Marietta de' Ricci" di Agostino Ademollo del 1854) sono stati imparentati con molte nobili famiglie fiorentine: Albizzi, Bandini, Baroncelli, Buondelmonti, Capponi, Corsini, Degli Alessandri, Gerini, Guicciardini, Machiavelli, Martelli, Pazzi, Pitti, Riccardi, Salviati, Strozzi e i Medici (la discendenza di Margherita Bonciani e Raffaele de Medici, sposatisi nel 1497, si estinse nel 1825). Benedetto Dei nella sua opera "Florentia bella e 365 casate e parentele dentro" del 1470 cita i Bonciani tra le famiglie illustri di Firenze. Nel Dizionario Biografico dell'Enciclopedia Treccani sono illustrate le vite di Angelo, Antonio, Gaspare, Giovanni Battista e Francesco Bonciani.

## Esponenti
Nel corso di tre secoli i Bonciani dettero molti priori alla Repubblica fiorentina: il primo fu Caccia Bonciani, eletto nel 1286, notaio, del Sestiere di Santa Trinità. Tra i membri più illustri, Gagliardo Bonciani (XIV secolo), ricchissimo commerciante con botteghe a Napoli, più volte eletto priore; Piero Bonciani (nato nel 1369), uno dei "grandi" di Firenze a cavallo tra fine Trecento e Quattrocento; Antonio Bonciani, poeta rappresentante dello stile fiorito tardogotico che compose nel 1460 la sua opera più famosa la "Caccia di Belfiore"; Gaspare Bonciani, ambasciatore a Napoli di Giovanna II d'Angiò, nominato dalla regina amministratore fino alla maggiore età di re Renato, e presente nel catasto di Firenze del 1427; Angelo Bonciani, segretario di Papa Eugenio IV, senatore nel 1438-39, consigliere giuridico di papa Niccolò V; Giovan Battista Bonciani, vescovo di Caserta nel XVI secolo, refendario domestico di Papa Leone X e vice datario di Papa Clemente VII; Luigi Bonciani, del consiglio di Carlo V di Spagna, fu contattato dai suoi connazionali durante l'assedio di Firenze (1529-30) perché intercedesse sull'Imperatore a favore di Firenze; l'arcivescovo di Pisa (dal 1613 al 1619), cardinale Francesco Bonciani, ambasciatore dei Medici in Francia, retore, oratore, letterato (la sua opera più celebre è "Lezione sopra il comporre delle novelle", del 1574), che per l'Inquisizione fu coinvolto nel processo a Galileo Galilei. Il figlio di Lagia Bonciani Bandini Baroncelli, Bernardo, fu protagonista della Congiura dei Pazzi del 1478 e uccise in Duomo Giuliano de’ Medici, fratello di Lorenzo, per finire poi giustiziato. Alessandra Bonciani, detta Cassandra, vedova di Francesco, fu uccisa dal nipote Roberto Ricci nel 1572 assieme al marito di Bianca Cappello; grazie anche a quell'omidicio il granduca Francesco I de' Medici sposerà successivamente Bianca Cappello. Agli Uffizi è esposto un quadro che raffigura Maria Bonciani, moglie di Pierantonio Bandini Baroncelli, ricchissimo banchiere rappresentante dei Medici nelle Fiandre; il quadro è dipinto dal "maestro Baroncelli", attorno al 1489,  ed apparteneva alla quadreria dell'ospedale fiorentino di Santa Maria Nuova. Paolo, figlio di Neri, morto nel 1667 è considerato l'ultimo esponente del ramo principale dei Bonciani.